# Enclave de Treviño

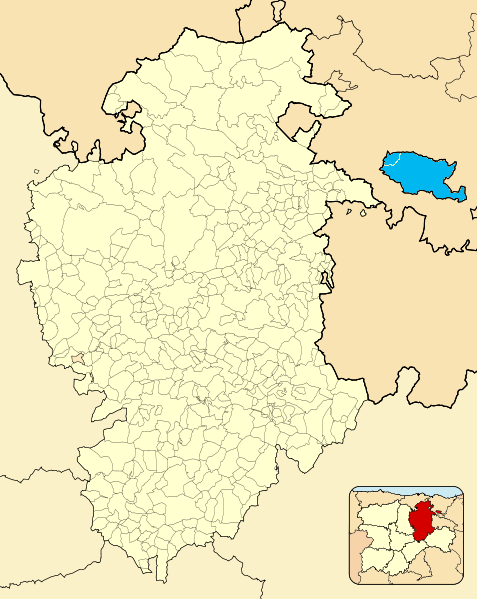
Situación del enclave de Treviño (azul), perteneciente a la provincia de Burgos, pero rodeado por la provincia de Álava.

El enclave de Treviño (en euskera Uda o Trebiñu) está situado en el norte de España, perteneciente a la provincia de Burgos (Castilla y León), aunque completamente rodeado por territorio de Álava (País Vasco). Pertenece a la comarca del Ebro y forma parte del partido judicial de Miranda de Ebro, ciudad que se encuentra a pocos kilómetros.
Está formado por dos municipios: Condado de Treviño, con 260,71 km² y con una población de 1398 habitantes (INE 2014); y La Puebla de Arganzón, con 18,87 km² y 531 habitantes. En total el enclave abarca 279,58 km² y tiene una población de 1929 habitantes.
Posee un patrimonio monumental variado, que incluye arquitectura civil y religiosa. Su amplia extensión y variedad orográfica le permite disponer de amplios recursos. De entre las canteras de Ajarte se extrajo piedra para la construcción de edificios emblemáticos de Álava, como la Catedral Vieja de Vitoria.

## Cultura

### Idiomas

#### Castellano
Es la lengua predominante y la nativa de la población local, en todo el enclave. Es la única lengua oficial y la usada predominantemente en la administración pública.

#### Euskera

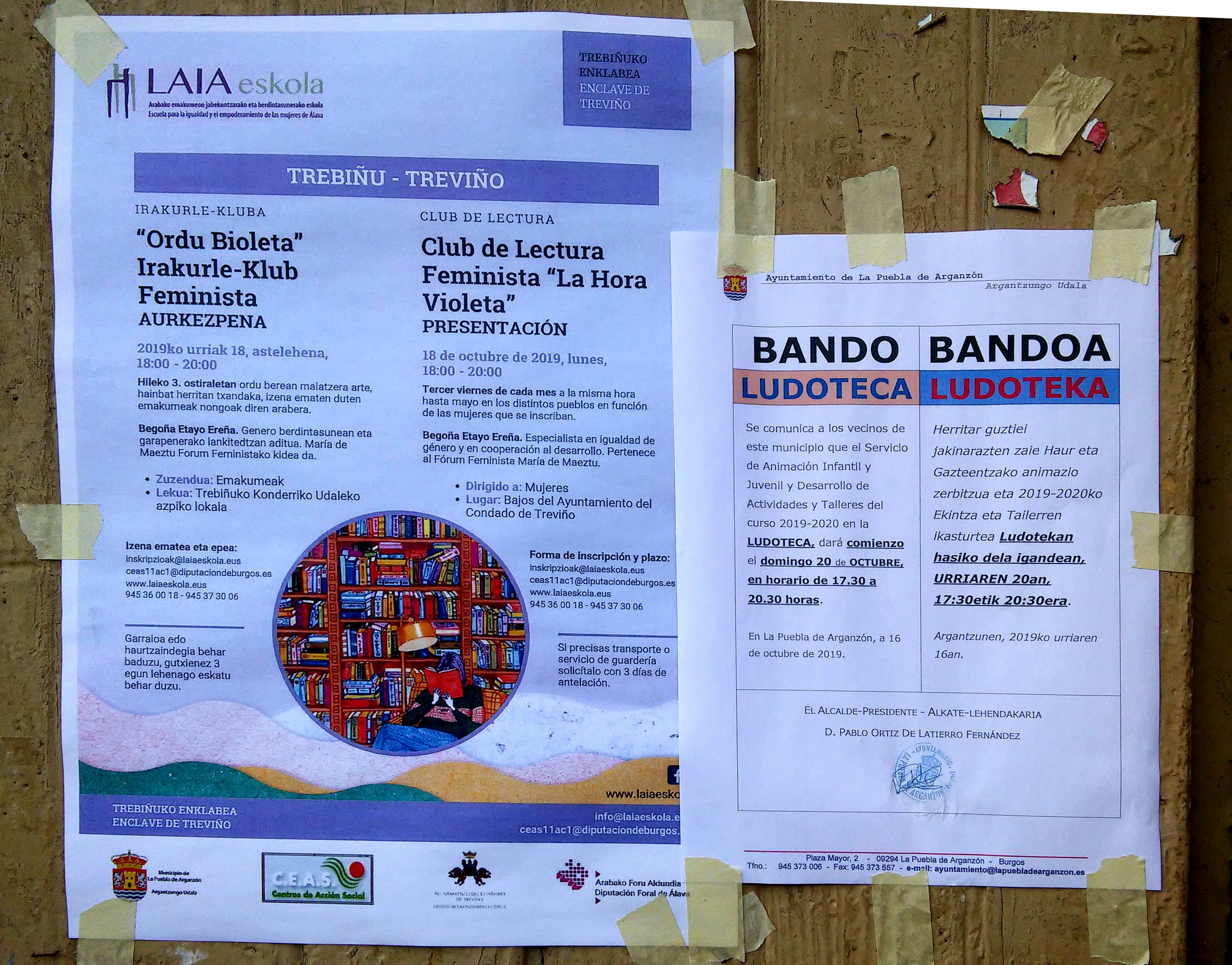
Cartelería municipal en el Condado de Treviño, en español y en euskera.

Aunque el euskera dejó de hablarse en el enclave entre los siglos XVII y XVIII, en los últimos años se ha introducido de nuevo, debido principalmente a movimientos demográficos de habitantes originarios de la vecina provincia de Álava, y al interés de algunos de los habitantes del enclave por su recuperación. Así, el 39 % de los treviñeses declaran tener mucho o bastante interés y el 23 % algo de interés. El bilingüismo se ha incrementado por tres vías: de los vascoparlantes, el 60 % lo ha aprendido en la escuela, el 21 % lo ha aprendido por su cuenta y el 19 % lo ha adquirido en casa como lengua materna.
Se realizan estudios periódicos sobre la situación del euskera en el enclave. Según el último estudio de la serie, del año 2012, los habitantes bilingües alcanzaron el 22 % y los bilingües pasivos el 17 % de la población. La proporción de bilingües es mayor conforme se disminuye el rango de edad, y en 2012 llegó a ser del 65 % entre los menores de 16 años. La proporción de bilingües es similar entre las personas nacidas en el enclave (26 %) y las nacidas en la vecina comunidad autónoma del País Vasco (28 %), y disminuye al 4 % entre las nacidas en otros lugares.
Los ayuntamientos de Condado de Treviño y de La Puebla de Arganzón publican parte de la información municipal en castellano y euskera.

## Historia

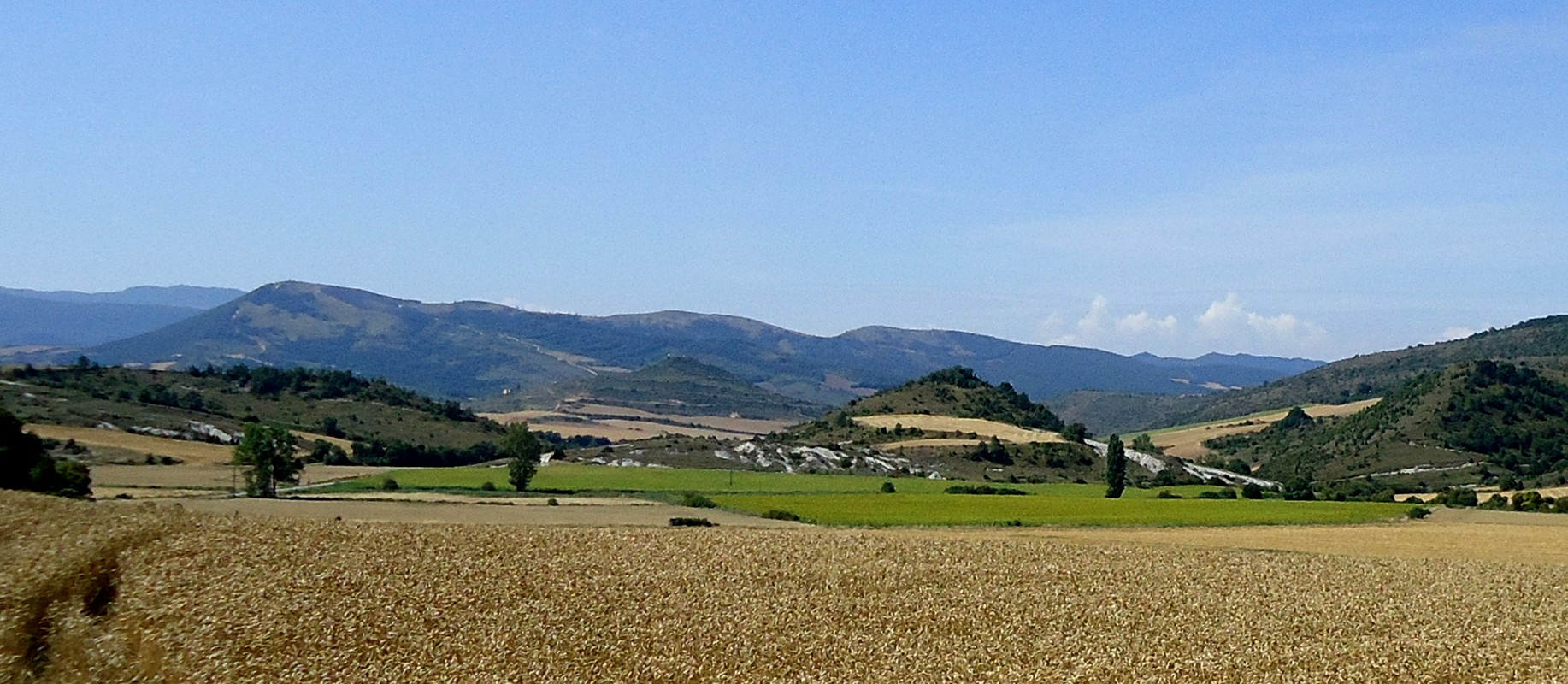
Paisaje del enclave de Treviño.

En la pedanía de Laño aún se pueden ver las cuevas artificiales que fueron habitadas por ermitaños hace más de mil quinientos años. El conjunto de Las Gobas conserva grabados de figuras de animales e inscripciones.
La fundación oficial de la población de Treviño se realizó en 1161 por el rey de Navarra Sancho VI el Sabio, aunque en 1200 pasa a poder de Castilla tras la victoria que el rey castellano Alfonso VIII obtuvo en la guerra que mantuvo contra el rey navarro, siendo desde ese momento el Condado de Treviño una parte más de Castilla hasta nuestros días. En el medievo era conocido con el nombre de Uda Treviño o tierras de Uda.
En el Poema de Fernán González, escrito a mediados del siglo XIII para ensalzar la vida del que fuera Conde de Castilla entre 931 y 970, al describir la disposición del ejército antes de una batalla contra los musulmanes (la legendaria batalla de Hacinas, que probablemente nunca tuvo lugar), se menciona a los treviñeses junto a los burebanos. Los versos que van del 458 al 461 dicen: "Avye de buroveses, otrossy trevinnanos, / caveros byen ligeros, de coraçon loçanos, / de Castyella la Vyeja ovo y castellanos, / que muchos buenos fechos fyzieron por sus manos".
Al estar en un cruce de caminos durante la Edad Media, se desarrolló en Treviño una floreciente aljama judía.
Sáseta es una de las aldeas que antes se desarrolló, al estar en la entrada del "Camino del Vino y el Pescado" (Camino Real que comunicaba los valles del Ebro con la costa cantábrica) en el Condado.
El 8 de abril de 1366, Enrique II de Trastámara concedió a Pedro Manrique, como pago a los servicios prestados, la villa de Treviño de Uda con todas sus aldeas y términos, por lo que la comarca pasó de ser zona de realengo a zona de señorío. Un bisnieto de Pedro, Diego Gómez Manrique de Lara, recibió del rey Juan II de Castilla en 1453 el título de Conde de Treviño. Un hijo de este, Pedro Manrique de Lara, recibió de los Reyes Católicos, en 1482, el título de duque de Nájera, (título que hoy día ostentan sus descendientes).
En el siglo XVI los Condes de Treviño, que eran ya desde 1482 duques de Nájera, construyeron su palacio, hoy día ayuntamiento de la villa.
A pesar de que ya en 1646 (al igual que sucedió con Oñate a Guipúzcoa, la Tierra de Ayala a Álava o las Encartaciones a Vizcaya), una representación treviñesa solicitó la incorporación del territorio ante las Juntas Generales de Álava, en 1833 Javier de Burgos realizó la división de España en provincias asignando Treviño, por Real Decreto, a la provincia de Burgos, si bien se dijo que «los enclaves sitos en las Provincias Exentas [las forales], pasasen a la de Régimen Común más inmediata».

## Reivindicación territorial

Mapa explicativo del contencioso, que muestra la localización del enclave perteneciente a la provincia de Burgos en verde, la provincia de Álava en amarillo y las capitales de ambas provincias en naranja.

Son muchas las peticiones de incorporación de Treviño al territorio de Álava a lo largo de la historia. En este contencioso los hechos más destacables durante los últimos 100 años son los siguientes:
- Entre los años 1917 y 1919, la Cámara de Comercio e Industria de Álava solicitó a la comisión extraparlamentaria vasca que se incluyera el Condado de Treviño en el proyecto de Estatuto Vasco. La caída del gobierno Romanones arrastró consigo dicho estatuto, y con él la posibilidad de incorporación.
- En mayo de 1936, el Ayuntamiento de La Puebla de Arganzón (uno de los dos ayuntamientos que forman el enclave) solicitó a la Diputación de Álava que apoyara las gestiones para la incorporación a dicho territorio, pero ese intento fracasó. No obstante, entre el 20 y el 22 de junio de 1940 los dos ayuntamientos del Condado piden iniciar el expediente de agregación del Condado a Álava.[8] Basan sus argumentos en el referéndum realizado en 1940 por el Gobierno Civil burgalés, en el que un 98 % de la población se declaró a favor de la integración de Treviño en Álava. Sin embargo, el resultado de la consulta popular quedó en papel mojado, y se optó por no cambiar el marco provincial en el que está integrado Treviño.
- El 24 de julio de 1958, el Ministerio de Gobernación emitió una orden para que se consultara a los vecinos del enclave la posibilidad del traspaso del arciprestazgo de Treviño, dependiente del Obispado de Vitoria, al de Burgos. El alcalde de Treviño, Eugenio Garay, interpretó la orden en sentido opuesto y ordenó a los vecinos de los pueblos que convocaran concejo para deliberar los pros y los contras del cambio de Provincia.[9] De todos los pueblos emplazados (aproximadamente 50), respondieron todos menos seis, y solamente Añastro, Mesanza y Pariza optaron por continuar en Burgos; los demás se inclinaron por Álava.
- El intento anterior estuvo paralizado durante el verano, hasta que el 8 de noviembre de 1958 la corporación del Condado de Treviño aprobó por unanimidad una moción que se remitió al Gobernador de Burgos para que la enviara al Ministerio de la Gobernación. La corporación manifestaba la opinión del vecindario de la siguiente manera: siempre fue aspiración legítima de los habitantes de este Condado el depender a todos los efectos de la Provincia de Álava, y no de Burgos.[10]
- En 1998, se celebró una consulta acerca de si debía o no celebrarse un referéndum (de forma no oficial) y la mayor parte de la población residente en Treviño se mostró a favor de solicitar el referéndum.[11]
- Tras los resultados electorales de las elecciones municipales de 2011, el 14 de diciembre de 2012 los partidos favorables a la integración en Álava volvieron a obtener la mayoría en los dos municipios, después de que se presentara una moción de censura en el ayuntamiento del Condado de Treviño contra la alcaldesa del PP.[12] El 8 de marzo de 2013, la corporación del Condado de Treviño solicitó formalmente la segregación de la provincia de Burgos y su posterior anexión a Álava.[13] Pese a las peticiones de los ayuntamientos del enclave y al apoyo social a la integración en Álava, la diputación de Burgos nuevamente ha emitido un informe desfavorable a la segregación del enclave.[14]

Mientras en la provincia de Burgos todas las fuerzas políticas han defendido la burgalesidad del enclave, desde hace algunos años, las fuerzas políticas presentes en Álava, desde el PNV o Bildu hasta el PP o el PSOE alaveses (en contraposición con el PP y el PSOE burgaleses, que opinan lo contrario), solicitan que este territorio pase a ser administrado por Álava. En el enclave de Treviño, las fuerzas políticas que solicitan la integración del territorio en Álava son mayoría, habiéndolo solicitado oficialmente.
El Estatuto de Autonomía de Castilla y León exige, para que Treviño se incorpore a Álava, un informe favorable de la provincia de Burgos y de la comunidad autónoma de Castilla y León, así como la aprobación por las Cortes Generales mediante ley orgánica. El Gobierno y el Parlamento vasco plantearon un recurso de inconstitucionalidad en la década de 1980 contra dicho Estatuto, que fue desestimado por el Tribunal Constitucional. En los últimos años, tanto la Junta de Castilla y León como la Diputación de Burgos han destacado el hecho de que el enclave seguirá perteneciendo a la provincia burgalesa. Se oponen a que el condado deje de formar parte de Burgos, de la misma manera que no han renunciado a la posibilidad de que Cantabria y La Rioja lleguen a ser provincias de la comunidad (disposición transitoria séptima de su estatuto de autonomía. La disposición transitoria tercera es la que se refiere a la posibilidad de segregación de enclaves). Para el cronista oficial de la ciudad de Burgos, el enclave siempre ha pertenecido a Castilla.
El Estatuto de Autonomía del País Vasco de 1979 dispone en su artículo 8: Podrán agregarse a la Comunidad Autónoma del País Vasco otros territorios o municipios que estuvieran enclavados en su totalidad dentro del territorio de la misma.

## Política
En el Condado de Treviño, en las elecciones municipales de 2019 la lista más votada fue una agrupación ciudadana, Ciudadanos del Condado de Treviño (CDC), pero la distribución de concejales estuvo muy repartida: CDC obtuvo 2 concejales, la agrupación AEITC otros 2, el PNV otros 2, el PP 1 concejal, EH Bildu 1 concejal y la Agrupación CPT 1 concejal. Finalmente, el PNV logró los apoyos de EH Bildu y de AEICT y Enrique Barbadilo del PNV se convirtió en el nuevo alcalde, desbancando a CDC.
En el municipio de La Puebla de Arganzón, en las elecciones municipales de 2019, la coalición EH Bildu obtuvo 3 concejales, el PNV otros 3 y el PP logró 1 concejal. Pablo Ortiz de Latierro, de EH Bildu, se convirtió en el nuevo alcalde, en coalición con el PNV.
En 2008, el Tribunal Supremo anuló convenios en materia de educación y cultura, así como sobre promoción económica y desarrollo rural, que los ayuntamientos del Condado habían suscrito con el Gobierno Vasco. El fallo judicial dictaminó que los ayuntamientos acordaron suscribir convenios sobre materias sobre las que no tenían competencia las administraciones municipales y que estatutariamente corresponden a la Comunidad de Castilla y León.

## Libros
- Etnografía del Enclave de Treviño, II

- Datos: Q3321708
- Multimedia: Enclave of Treviño / Q3321708